# 6860 Sims
6860 Sims è un asteroide della fascia principale. Scoperto nel 1991, presenta un'orbita caratterizzata da un semiasse maggiore pari a 3,1160397 UA e da un'eccentricità di 0,1228602, inclinata di 2,00931° rispetto all'eclittica.